# Burton, South Carolina
Burton är en ort i Beaufort County i delstaten South Carolina, USA.